# Герб Мирнограда
Герб Мирнограда — офіційний символ міста Мирнограда (до 2016 — Димитров) Донецької області. Затверджений рішенням V сесії міської ради IV скликання № IV/5-8 від 10 вересня 2002 року.
Автори: П.В.Чесноков, С.І.Потюгов.

## Опис
У полі чорного кольору зображено червоне перекинуте вістря, окантоване золотом, обтяжене золотою старовинною шахтарською лампою із золотими променями по п'ять праворуч і ліворуч, і супроводжуються по сторонах — двома золотими стеблами папороті. Щит увінчаний срібною трьохзубцовою міською короною і по боках обрамлений гілками дерев — праворуч гілкою каштана, ліворуч гілкою тополі натурального кольору. Гілки перевиті блакитною стрічкою з написом у нижній частині золотими літерами «Мирноград».

## Символіка
Чорний колір і шахтарська лампа вказують на багаті поклади кам'яного вугілля і гірську промисловість.